# Neoamerioppia similis
Neoamerioppia similis är en kvalsterart som först beskrevs av Covarrubias 1967.  Neoamerioppia similis ingår i släktet Neoamerioppia och familjen Oppiidae. Inga underarter finns listade i Catalogue of Life.